# Fuerza de Tareas 44
La Fuerza de Tareas 44 fue una fuerza operativa naval aliada durante la campaña del Pacífico de la Segunda Guerra Mundial. La misma consistió en buques de guerra, sobre todo de la Armada de los Estados Unidos y en menor medida, de la Armada Real Australiana (RAN). En general, se asignó como una fuerza de choque destinada a defender el noreste de Australia y la zona circundante de posibles ataques de las fuerzas del Eje, sobre todo del Imperio del Japón.
Se creó el 22 de abril de 1942 a partir del escuadrón del ANZAC como partedel Área del Pacífico Sudoeste a cargo del general Douglas MacArthur. El primer comandante de la unidad pertenecía a la Armada Real Australiana, el contralmirante John Gregory Crace. Del 13 de junio de 1942, la fuerza operativa fue comandada por el contralmirante Victor Crutchley.

## Segunda Guerra Mundial
La unidad vio acción durante la batalla del Mar del Coral, en la que ayudó a repeler de nuevo un intento japonés de invadir Puerto Moresby, Papúa Nueva Guinea. La fuerza se designó temporalmente Task Force 17.3 durante la batalla. La fuerza operativa, más tarde, bajo el mando Crutchley, participó en las etapas iniciales de la Campaña de Guadalcanal junto con el escolta de los convoyes aliados en todo el noreste de Australia, Papúa Nueva Guinea, y las zonas de mar del Coral. En agosto de 1942, la fuerza participó en la batalla de la isla de Savo. El próximo mes, la unidad sirvió con la Task Force 18 de la Marina de Estados Unidos, centrada en el portaaviones USS Wasp.
Cuando el convoy partió desde la Operación Pamphlet de Fremantle el 20 de febrero de 1943 fue escoltado por el crucero ligero australiano HMAS Adelaide, así como los Jacob van Heemskerck y Tjerk Hiddes. Se reunió con los buques de la Task Force 44.3, un componente de la fuerza operativa 44, el 24 de febrero en la Gran Bahía Australiana. Esta fuerza estaba compuesta por el crucero pesado HMAS Australia y los destructores estadounidenses USS Bagley, Helm y Henley, que habían sido enviados desde Sídney el 17 de febrero para escoltar los buques. El Adelaide y los buques de guerra holandeses abandonaron el convoy poco después para acompañar el Nieuw Amsterdam a Melbourne; el transatlántico atracó allí en la tarde del 25 de febrero. La Task Force 44.3 escoltó a los barcos restantes a Sídney, pasando sobre el sur de Tasmania. La escolta se vio reforzada por el Jacob van Heemskerck y el destructor francés Triomphant de camino. Los tres buques llegaron a Sídney el 27 de febrero de 1943, completando la Operación Pamphlet sin pérdida alguna. A pesar del secreto profesional en relación con el convoy, grandes multitudes se reunieron en puntos estratégicos alrededor del puerto de Sídney para ver los barcos llegar. El Queen Mary ancló frente Bradleys Head, mientras que los otros dos transatlánticos atracaron en Woolloomooloo. Curtin anunció oficialmente que la 9.ª División había regresado a Australia en un discurso ante la Cámara de Representantes el 23 de marzo.
El 15 de marzo de 1943, la organización se designó de nuevo como Task Force 74 bajo la Séptima Flota de los Estados Unidos. A mediados de 1944, el comodoro John Augustine Collins fue nombrado comandante de la Task Force 74, dirigiendo fuerzas tanto australianas como estadounidenses, además de comandante de la escuadra naval australiana, con el HMAS Australia como buque insignia. Se convirtió en el primer graduado de la universidad de la RAN en comandar un escuadrón naval en acción, durante el bombardeo de Noemfoor, el 2 de julio de 1944. El comodoro Collins fue gravemente herido en el primer ataque kamikaze en la historia, que fue lanzado en Australia el 21 de octubre de 1944, en el período previo a la Batalla del Golfo de Leyte. No reanudó su mando hasta julio de 1945. Cuando la guerra terminó Collins fue el representante de la RAN en la ceremonia de rendición en la bahía de Tokio.

## Buques de la fuerza
- Cruceros pesados USS Chicago, HMAS Australia, HMAS Canberra
- Cruceros ligeros HMAS Hobart
- Destructores USS Perkins, Whipple, Farragut (desde el 7 de mayo de 1942), Walke (desde el siete de mayo), Henley desde el catorce de mayo, Helm (desde el 19 de mayo), Selfridge (desde el 21 de mayo), Patterson